# Styr
Styr (ukrainsk: Стир; hviderussisk: Стыр; russisk: Стырь) er en højre biflod til Pripjat, med en længde på 494 km. Dens afvandingsområde er 13.100 km 2 beliggende i den historiske region Volhynien.
Styr begynder nær Brody, i den ukrainske oblast Lviv, og løber derefter ind i Rivne oblast, Volyn oblast og derefter ind i Brest voblast i Hviderusland, hvor den til sidst løber ind i Pripjat.
Under Khmelnytskyi-opstanden, i 1651 fandt et vigtigt slag ved Berestechko sted mellem hære fra Den polsk-litauiske realunion og kosakkerne fra Khmelnytskyi ved Styr-floden.
Under 1. verdenskrig 1915-1916 var Styr-floden frontlinjen mellem de østrig-ungarske og kejserlige russiske hære.
Floden var også en barriere for den tyske invasion den 22. juni 1941 under Operation Barbarossa på Sydvestfronten.
Blandt byer ved floden er Lutsk, Staryi Chortoryisk og Varash.

## Bifloder
- Fra venstre: Radostavka, Sudylivka, Chornohuzka, Lypa, Serna, Liutytsia, Okinka, Richytsia, Zhyduvka, Omelianyk
- Fra højre: Ikva, Slonivka, Pliashivka, Boldurka, Liubka, Rudka, Kormyn, Riv, Konopelka, Sapalayivka

- Styr-floden på kortet over Volyn oblast
- Dnepr-bassinet
- I frost nær Boratyn